# Греція в Європейському Союзі
Греція стала десятою країною, котра стала членом Європейської економічної спільноти (ЄЕС) 1 січня 1981 року.

## Вступу до ЄЕС
Дорога до членства в ЄС виявилася досить довгою та ускладненою низкою внутрішніх проблем в країні. Греція була повністю спустошена в результаті гітлерівської окупації, а також громадянською війною, котра тривала чотири роки. Однак уже в 1958 році після проведених реформ країна подає заявку на членство. Співтовариство було зацікавлене у приєднанні Греції, оскільки це відкривало доступ до басейну Середземного моря. Таким чином вже в 1961 було підписано угоду про асоціацію

## Проблеми взаємовідносин Греції та ЄС

### Економічні питання
Економічні труднощі, передбачувані приєднанням Греції, значні, ВВП становить 50% нижчий за середній у Співтоваристві, рівень безробіття вищий, ніж у європейських партнерів, а інфляція все ще була високою. З приєднанням Греція хотіла отримати вигоду від гарантованих цін на сільськогосподарську продукцію (CAP) та певних структурних фондів Співтовариства (зокрема, ЄФРР). Більше 26% активного населення Греції залишається зайнятим у сільському господарстві, тоді як первинний сектор займає лише 8% активів Співтовариства. Деякі грецькі сільськогосподарські продукти (оливкова олія, вино, фрукти та овочі) також ризикують конкурувати з виробництвами, які вже мають надлишки в Італії чи Франції в рамках спільної сільськогосподарської політики. Колишні члени також побоювалися великого напливу грецьких робітників.
Відкритість також була ризиком для Греції, її вторинний сектор був недостатньо розвиненим і неконкурентоспроможним. Ось чому був перехідний період у п’ять років, щоб реформувати свою економіку, перед тим, як Греція змогла інтегруватися до митного союзу і вирівняти ціни на сільськогосподарську продукцію з цінами Співтовариства. Були навіть плани інтегрувати драхму в Європейську валютну систему (EMS), де вона становить 1,3 % від європейської валютної одиниці (ЕКЮ).

### Криза між Грецією та Туреччиною через Кіпр
Докладніше: Кіпрський конфлікт
У своєму висновку від 29 січня 1976 року Європейська комісія висловила занепокоєння з приводу інтеграції в ЄЕС кризи між Грецією та Туреччиною (пов’язаної з Співтовариством з 1963 року) через Кіпр. Дійсно, з липня 1974 року північна частина острова була окупована турецькими військами.

### Політичні питання
За Папандреу, який прийшов до влади в жовтні 1981 року, прийняття варіанту політики національного відмови скасовує грецьку відповідальність за майбутнє країни, делегуючи її іноземним центрам прийняття рішень, які не можуть відповідати політичним і національним ідеалам і баченню соціально-економічних змін, які є близько до серця еллінського народу причина цього переважно ідеологічна, у внутрішньополітичних цілях. Його відродження соціальним результатом у підвищенні найнижчих зарплат, пенсій та їх плановій індексації заробітної плати за цінами; в контексті другого нафтового шоку така політика серйозно погіршує державні фінанси та погіршує економічне становище країни.